# Tala (prénom)
Pour les articles homonymes, voir Tala (homonymie).
 (juillet 2018).
Si vous disposez d'ouvrages ou d'articles de référence ou si vous connaissez des sites web de qualité traitant du thème abordé ici, merci de compléter l'article en donnant les références utiles à sa vérifiabilité et en les liant à la section « Notes et références ».
Tala est un prénom féminin Amazigh qui signifie "source" ou "fontaine".

## Sens et origine du prénom
- Prénom féminin natif américain qui signifie « loup »[réf. nécessaire].
- Serait également un prénom féminin italien qui signifierait « anniversaire du Christ »[réf. nécessaire].
- À ne pas confondre avec le prénom masculin arabe Talal.

## Fréquence
- Prénom rare et aujourd'hui peu usité aux États-Unis[1][réf. incomplète].
- Prénom très peu usité en France, utilisé pour la première fois en 1981, avec quelques d'occurrences par an depuis cette date[2][réf. incomplète].